# العلاقات الكاميرونية البلجيكية
العلاقات الكاميرونية البلجيكية هي العلاقات الثنائية التي تجمع بين الكاميرون وبلجيكا.

## مقارنة بين البلدين
هذه مقارنة عامة ومرجعية للدولتين:
| وجه المقارنة                                              | الكاميرون                      | بلجيكا                                                                              |
| --------------------------------------------------------- | ------------------------------ | ----------------------------------------------------------------------------------- |
| المساحة (كم2)                                             | 475.44 ألف                     | 30.53 ألف                                                                           |
| عدد السكان (نسمة)                                         | 24.05 مليون                    | 11.37 مليون                                                                         |
| الكثافة السكانية (ن./كم²)                                 | 50.58                          | 372.42                                                                              |
| العاصمة                                                   | ياوندي                         | بروكسل                                                                              |
| اللغة الرسمية                                             | لغة فرنسية، لغة إنجليزية       | اللغة الهولندية، لغة فرنسية، اللغة الألمانية                                        |
| العملة                                                    | فرنك وسط أفريقي                | يورو، فرنك بلجيكي                                                                   |
| الناتج المحلي الإجمالي (بليون دولار)                      | 34.80 مليار                    | 492.68 مليار                                                                        |
| الناتج المحلي الإجمالي (تعادل القوة الشرائية) بليون دولار | 72.72 مليار                    | 514.74 مليار                                                                        |
| الناتج المحلي الإجمالي الاسمي للفرد دولار أمريكي          | 1.22 ألف                       | 40.32 ألف                                                                           |
| الناتج المحلي الإجمالي للفرد دولار أمريكي                 | 2.97 ألف                       | 43.44 ألف                                                                           |
| مؤشر التنمية البشرية                                      | 0.512                          | 0.890                                                                               |
| رمز المكالمات الدولي                                      | +237                           | +32                                                                                 |
| رمز الإنترنت                                              | .cm                            | .be                                                                                 |
| المنطقة الزمنية                                           | توقيت غرب أفريقيا، ت ع م+01:00 | توقيت وسط أوروبا، ت ع م+01:00، ت ع م+02:00، توقيت وسط أوروبا الصيفي، أوروبا/بروكسل ‏ |

## منظمات دولية مشتركة
يشترك البلدان في عضوية مجموعة من المنظمات الدولية، منها:
| علم المنظمة | اسم المنظمة                               | تاريخ انضمام الكاميرون | تاريخ انضمام بلجيكا |
| ----------- | ----------------------------------------- | ---------------------- | ------------------- |
|             | الاتحاد البريدي العالمي                   | ?                      | ?                   |
|             | مؤسسة التنمية الدولية                     | 10 أبريل 1964          | 2 يوليو 1964        |
|             | منظمة حظر الأسلحة الكيميائية              | ?                      | ?                   |
|             | منظمة التجارة العالمية                    | ?                      | ?                   |
|             | الأمم المتحدة                             | 20 سبتمبر 1960         | 27 ديسمبر 1945      |
|             | وكالة ضمان الاستثمار متعدد الأطراف        | 7 أكتوبر 1988          | 18 سبتمبر 1992      |
|             | منظمة الشرطة الجنائية الدولية             | ?                      | ?                   |
|             | مؤسسة التمويل الدولية                     | 1 أكتوبر 1974          | 27 ديسمبر 1956      |
|             | المنظمة الهيدروغرافية الدولية             | ?                      | ?                   |
|             | الاتحاد الدولي للاتصالات                  | 22 ديسمبر 1960         | 1866                |
|             | البنك الدولي للإنشاء والتعمير             | 10 يوليو 1963          | 27 ديسمبر 1945      |
|             | البنك الإفريقي للتنمية                    | ?                      | ?                   |
|             | الفريق المعني برصد الأرض                  | ?                      | ?                   |
|             | المركز الدولي لتسوية المنازعات الاستشارية | 2 فبراير 1967          | 26 سبتمبر 1970      |
|             | يونسكو                                    | 11 نوفمبر 1960         | 29 نوفمبر 1946      |

## أعلام
هذه قائمة لبعض الشخصيات التي تربطها علاقات بالبلدين:
- أرنود سوتشين (لاعب كرة قدم كاميروني، 2 مايو 1989[22] – )
- ريان ماي (لاعب كرة قدم بلجيكي، 1 نوفمبر 1997[23] – )
- سامى ماي (لاعب كرة قدم بلجيكي، 8 سبتمبر 1996[24] – )

## وصلات خارجية
- موقع وزارة الخارجية الكاميرونية
- موقع وزارة الخارجية البلجيكية